# 夕顔 (船)
夕顔（ゆうがお）は土佐藩の蒸気船。
船中八策の話で登場する船である。
元はスコットランドのグーレー兄弟社で1863年に建造されたジョージ・ダンカン社の船「シューエイ・リーン（朱林、Shooey Leen）」である。慶応3年2月に土佐藩の開成館奉行だった後藤象二郎が、オールト商会を介して洋銀15万5000ドルで購入した。
「夕顔」は鉄製のスクリュー船で、659トン、長さ65.8m、幅8.4m、主機単式汽機、出力155馬力、帆装3檣バーケンティンであった。
「夕顔」はボイラーの状態が悪かったようで、慶応3年に乗船したアーネスト・サトウは、2ノットしか出せないと書いている。
明治になると、「夕顔」は「紅葉賀」、「鶴」とともに岩崎弥太郎の土佐開成商社、次いで九十九商会によって東京・大坂・高知間で運行された。廃藩置県後に「夕顔」と「鶴」は岩崎弥太郎に4万両で譲渡された。その後、九十九商会は三川商会、三菱商会、三菱汽船会社と改称されていく。「夕顔」は「太平丸」と改名され、西南戦争にも参加した。
1878年に庫船となり、1881年に難破した。